# Elena Pampúlova
Elena Pampúlova (en búlgaro: Елена Пампулова) (Sofía, 17 de mayo de 1972-19 de abril de 2023), también conocida como Elena Wagner, fue una tenista germano-búlgara, jugó para Bulgaria y para Alemania en sus últimos años de carrera.